# Decile Rating
Das decile rating ist eine Bewertungsschematik im Bildungswesen Neuseelands. Dieses zeigt an, in welche sozioökonomische Gruppe das Einzugsgebiet der Schule einzuordnen ist. Bewertet werden alle Schulen von der Grundschule bis zum College.
Die Skala reicht von 1 bis 10. Ein Rating von „1“ zeigt ein besonders armes Einzugsgebiet an, eine „10“ ein sehr wohlhabendes. Genauer genommen, zeigt das Rating an, wie viel Prozent der Schüler aus als "sozial schwach" eingestuften Gemeinden kommen. Ein Decile von 1 bedeutet, dass die Schule zu den zehn Prozent der Schulen mit den meisten Schülern aus sozial schwachen Gemeinden zählt, ein Decile von 10 bedeutet, dass die Schule zu den zehn Prozent der Schulen mit den wenigsten Schülern aus sozial schwachen Gemeinden zählt. Diese Bewertung erlaubt jedoch keinen unmittelbaren Rückschluss auf die tatsächliche sozioökonomische Herkunft der Schüler einer Schule. Die Bewertung wird vom neuseeländischen Erziehungsministerium  auf einer Website für jede Schule veröffentlicht. Letztmals wurden die Daten 2014 überarbeitet.
Die Daten werden aus den alle fünf Jahre erhobenen Zensusdaten gewonnen. Die Schulen geben dabei entweder alle (bei weniger als 120 Schülern), die Hälfte (121 bis 179 Schüler) oder ein Drittel (180 und mehr Schüler) der Wohnanschriften der Schüler ab, so dass die Wohnorte mit anderen Zensusdaten verknüpft werden können. Für die Ermittlung des Decile Ratings werden nur die kleinsten statistischen Erfassungseinheiten (mesh blocks) herangezogen, in denen die Schüler einer Schule leben. Diese werden nach folgenden Kriterien bewertet:
1. Haushaltseinkommen
2. Arbeitstätigkeit
3. Anzahl der Personen in einem Haushalt pro Schlafraum ("household crowding")
4. Bildungsniveau
5. Anteil der Bezieher von Unterstützungsleistungen

Der Einfluss der fünf Größen auf das Decile Rating wird nach der Zahl der Schüler pro mesh block gewichtet.